# 女島 (長崎県)
女島（めしま）とは、五島列島の南西に位置する男女群島を構成する島のひとつであり、日本政府より国境離島に指定されている。長崎県五島市に属する。

## 概要
海上保安庁の女島灯台、ヘリポートがある。日本で最後の灯台守がいたことで知られていたが、2006年11月12日に完全に自動化され無人となった。2023年2月2日には内閣府より新たに国境離島に認定された。
映画「喜びも悲しみも幾歳月」（監督：木下恵介、1957年制作）のロケ地である。